# Saastal
Saastal (fr. Vallée de Saas) – dolina w Szwajcarii w kantonie Valais, w Alpach Pennińskich. Jej wylot znajduje się w miejscowości Stalden, gdzie dolina Vispertal rozdziela się na dwie doliny: zachodnią Mattertal i wschodnią Saastal. Stamtąd Saastal biegnie na południe między masywami Mischabel i Allalin, a Weissmies. Masywy Mischabel i Allalin oddzielają ją od doliny Mattertal.
Największą miejscowością jest położone w górnej części doliny Saas-Fee. Inne większe miejscowości to Saas-Grund i Saas-Almagell.
W górnej części doliny, poniżej lodowców, znajduje się sztuczne jezioro Mattmarksee, z którego bierze początek płynący przez dolinę potok Saaservispa.